# Joan Caulfield
Joan Caulfield (nascida Beatrice Joan Caulfield; West Orange, 1 de junho de 1922 - Los Angeles, 18 de junho de 1991) foi uma atriz e modelo norte-americana. Após sua descoberta pelos produtores da Broadway, ela iniciou uma carreira teatral em 1943, que a levou à assinatura de um contrato para trabalhar em filme com a Paramount Pictures.
Na opinião de Ephraim Katz na The Film Encyclopedia, publicada em 1979, "por vários anos ela esteve entre as principais estrelas da Paramount, irradiando feminilidade, delicadeza e beleza recatada, mas raramente muito mais".

## Biografia

### Primeiros anos
Nascida Beatrice Joan Caulfield, enquanto sua família residia em West Orange, Nova Jersey, ela se mudou para West Orange durante a infância mas continuou frequentando a Miss Beard's School em Orange, Nova Jersey.
Durante sua adolescência, a família mudou-se para Nova York, onde Joan acabou frequentando a Universidade de Columbia .
Caulfield era sobrinha de Genevieve Caulfield ,que recebeu a Medalha Presidencial da Liberdade em 1963 por seu trabalho com crianças cegas.
Enquanto na Columbia, Caulfield foi ativa em muitas peças apresentadas pelo grupo de teatro da universidade. Ela também se aventurou a ser modelo na Agência Harry Conover e "tornou-se uma das favoritas em revistas de moda", com suas fotos em muitas revistas nacionais, inclusive na capa da revista Life de 11 de maio de 1942.

### Estágio
Caulfield apareceu na Broadway em Beat the Band em 1942. Dirigido por George Abbott, ele concorreu a 67 apresentações.
Ela teve um grande sucesso retratando o problemático adolescente Corliss Archer na comédia de sucesso de 1943, Kiss and Tell ,também sob a direção de Abbott. Foi um enorme sucesso, concorrendo a 956 apresentações até 1945. Depois de um ano no papel, Caulfield deixou a produção para buscar ofertas de Hollywood e foi substituída por sua irmã Betty Caulfield. (Shirley Temple interpretaria o papel de Caulfield na versão cinematográfica de Kiss and Tell em 1945.) A Paramount lhe ofereceu um contrato que lhe dava seis meses de folga por ano para fazer uma peça.

### Paramount

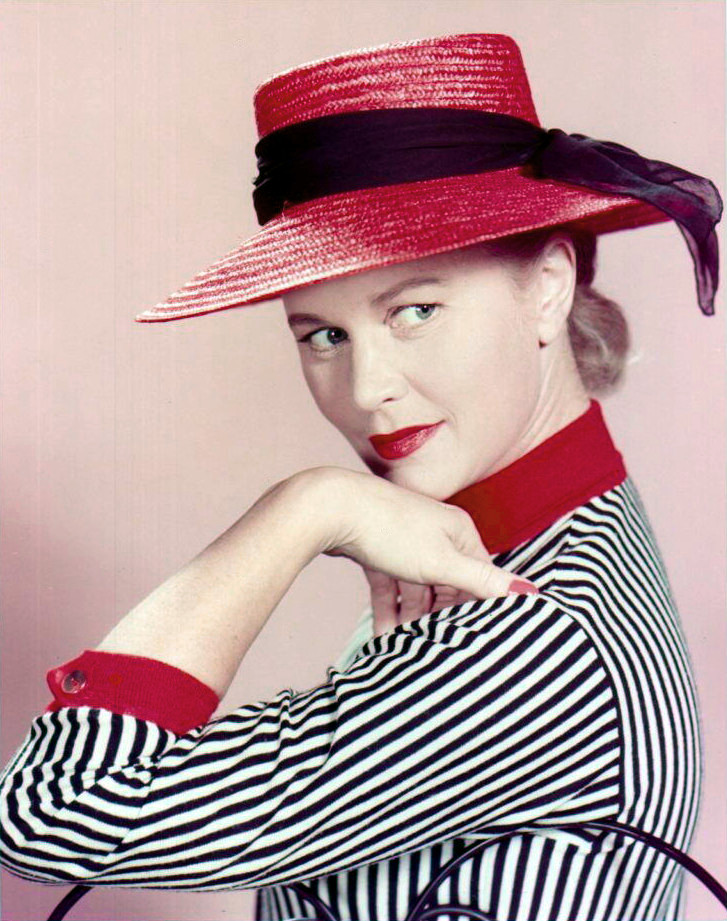
Joan Caulfield na década de 40

Em julho de 1944, a Paramount colocou Caulfield em um papel principal em seu primeiro filme: a srta. Susie Slagle (1946), um drama sobre estudantes de medicina com Sonny Tufts e Veronica Lake.
O filme não foi lançado por vários meses devido a um acúmulo de filmes. Feito depois, mas lançado anteriormente, foi Duffy's Tavern (1945), no qual Caulfield fez uma participação especial junto com a maioria da lista de talentos da Paramount.
Caulfield foi a protagonista de Bob Hope em Monsieur Beaucaire (1946), uma comédia popular.
Ela estava com Bing Crosby e Paul Draper em Blue Skies (1946). Quando o diretor original Mark Sandrich morreu, Caulfield foi retirada do filme, mas Crosby insistiu que ela ficasse. Eventualmente, Draper foi substituído por Fred Astaire .O resultado foi um enorme sucesso de bilheteria. Caulfield renunciou seu direito de ter tempo livre para fazer o trabalho de palco.
Caulfield se uniu a William Holden em Dear Ruth (1947), baseado no hit de Norman Krasna. O escritor J. D. Salinger usou os sobrenomes destes 2 atores para nomear o protagonista de seu famoso livro "O Apanhador no Campo de centeio": Holden Caulfield.
Ela se reuniu com Crosby em Welcome Stranger (1947), outro grande sucesso, e fez uma participação especial em outro filme da Paramount, Variety Girl (1947).
Um dos papéis mais memoráveis de Caulfield foi quando ela foi contratada pela Warner Bros. para aparecer em The Unsuspected (1947) com Claude Rains e Audrey Totter. Caulfield, assumindo um papel destinado a Virginia Mayo, foi contratado pela Rains.
De volta à Paramount, Caulfield fez The Sainted Sisters (1948) com Lake interpretando papéis destinados a Betty Hutton e Diana Lynn.
Universal emprestou-a para um filme, Larceny (1948).
A Paramount ofereceu a Caulfield 100 mil dólares por 40 semanas de trabalho, mas ela saiu para fazer Voz da Tartaruga e Coquette no palco da costa leste. Ela disse que fez isso porque "eu quero me tornar uma ótima atriz um dia", e sentiu que precisava da experiência do palco. "Atrizes no cinema passam a maior parte do tempo de atuação com o cabeleireiro e o cliente." Ela voltou para a Paramount para fazer uma continuação de Dear Ruth ,Dear Wife (1948).
Caulfield foi para a Columbia para fazer um musical com Robert Cummings, The Petty Girl (1950), que ela disse que fez para mudar a parte da "doce jovem" que fazia na Paramount. Ela disse que pretendia ficar em Hollywood.
Ela fez um filme para a companhia de seu marido, The Lady Says No (1951), lançada pela United Artists.

### Televisão
No início dos anos 50, Caulfield começou como atriz convidada em programas televisivos como Robert Montgomery Presents, Lux Video Theater, The Ford Television Theatre, Schlitz Playhouse e Hollywood Opening Night. Ela disse que preferia trabalhar na televisão.
Em 1953, ela assinou um contrato com a CBS. Nas temporadas de 1953 e 1954, ela co-estrelou com Barry Nelson (o original James Bond, embora na televisão) na versão televisiva de My Favorite Husband, que foi baseado na série de rádio Lucille Ball. tinha evoluído para I Love Lucy.
Ela teve um bom papel de apoio em The Rains of Ranchipur (1955). Em agosto de 1955, ela deixou seu contrato com a CBS para prosseguir com o trabalho de recursos.
Ela estava novamente no Celebrity Playhouse, no Schlitz Playhouse, no Screen Directors Playhouse e no The Ford Television Theatre novamente.
Ser o tema de um episódio de This Is Your Life, em 1957, trouxe Caulfield à atenção dos executivos da televisão. Nas palavras de um escritor de jornal, "Ela fotografou tão lindamente que o show mal terminou antes de ela ser abordada por aparições na televisão".

### Sally

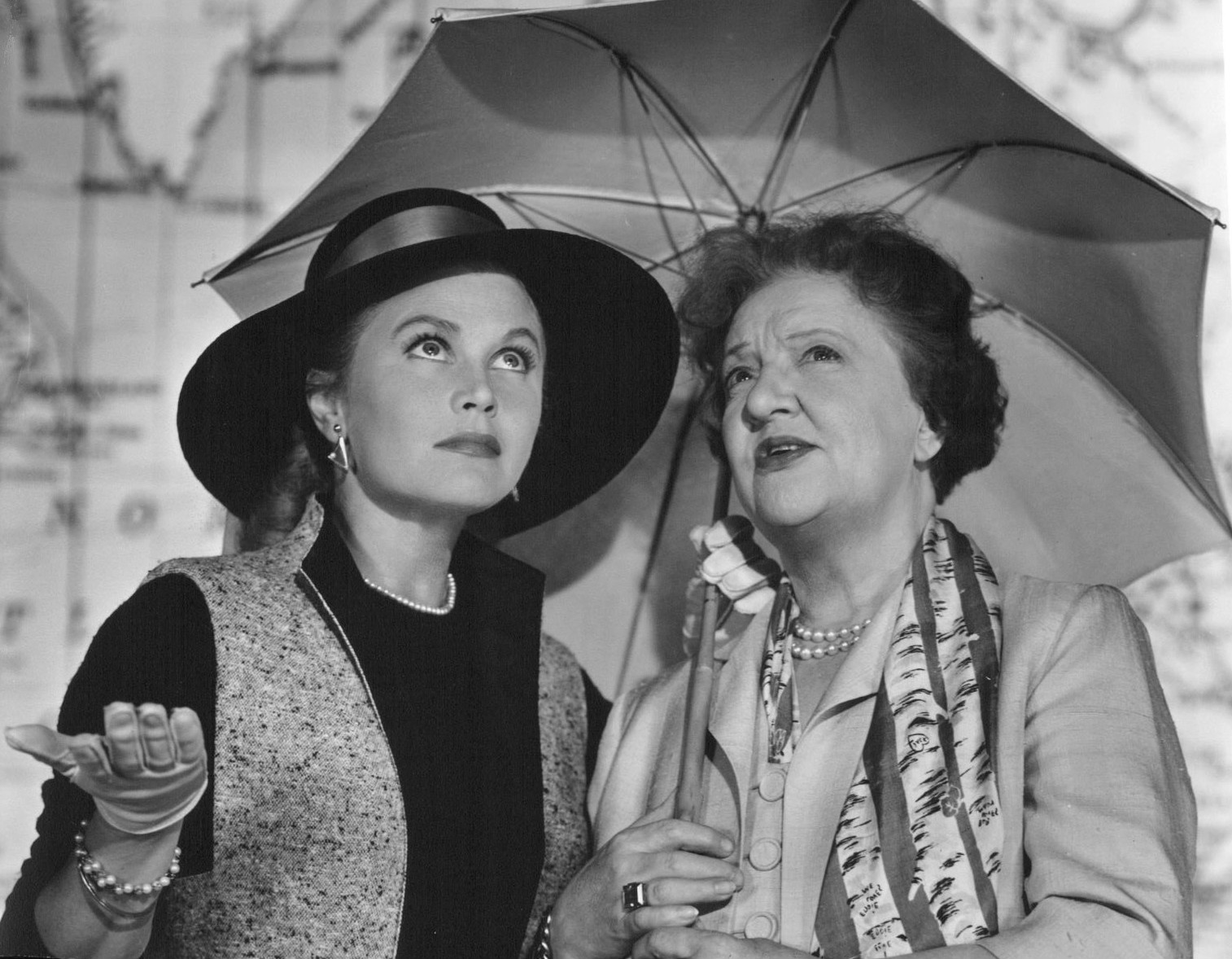
Joan Caulfield e Marion Lorne em Sally, 1957.

Durante a temporada de 1957-1958, Caulfield estrelou em Sally ,uma curta comédia de situação, no papel de uma companheira de viagem para uma viúva idosa, interpretada por Marion Lorne. Na metade da temporada, Gale Gordon e Arte Johnson se juntaram ao elenco.
Quando a série terminou, Caulfield continuou a participar de shows como Pursuit, General Electric Theatre, Hong Kong, Cheyenne, Burke's Law e My Three Sons. Ela fez shows como Eu Sou uma Câmera e teve o papel ocasional em um longa, como Cattle King (1963), Red Tomahawk (1967) e Buckskin (1967).
Em 1967, ela estrelou a série de TV The High Chaparral como Annalee Cannon no episódio piloto. Ela foi assassinada no episódio e essa foi a premissa para todo o enredo.

## Vida Pessoal
Em 1950, Caulfield se casou com o produtor de filmes Frank Ross, com quem teve um filho, Caulfield Kevin Ross (n. 1959). Ross produziu e dirigiu seu filme de 1951, The Lady Says No, com David Niven assumindo a segunda posição como seu interesse romântico.
Caulfield sofreu um acidente de carro em 1959. Caulfield se separou de Ross, ela culpou o estresse de trabalhar em Sally, e depois descobriu que estava grávida. Ross e Caulfield se divorciaram em 1960.
Em 1960 ela se casou com Robert Peterson, um dentista, com quem teve seu segundo filho, John Caulfield Peterson (n. 1962). Seu segundo casamento terminou em divórcio também,em 1966.
Caulfield foi um republicano que fez campanha por Dwight Eisenhower durante a eleição presidencial de 1952.

## Reconhecimento
Caulfield tem uma estrela em 1500 Vine Street na seção de televisão do Hollywood Calçada da Fama. Foi dedicado em 8 de fevereiro de 1960.

## Morte
Caulfield morreu, aos 69 anos, de câncer no Centro Médico Cedars-Sinai, em Los Angeles, e morava em Beverly Hills, na Califórnia 
Na época de sua morte, ela teve um neto. Ela morreu dentro de 24 horas da atriz Jean Arthur, a primeira esposa de seu marido, Frank Ross. Arthur fora casado com Ross em 1932 e se divorciaram em 1949.

## Filmografia
- Duffy's Tavern (1945) como Joan Caufield.
- Miss Susie Slagle's (1946) como Margaretta Howe.
- Monsieur Beaucaire (1946) como Mimi.
- Céus Azuis (1946) como Mary O'Hara.
- Caro Ruth (1947) como Ruth Wilkins.
- Welcome Stranger (1947) como Trudy Mason.
- Os insuspeitos (1947) como Matilda Frazier.
- Variety Girl (1947) como A própria.
- As Irmãs Santificadas (1948) como Jane Stanton.
- Furto (1948) como Deborah Owens Clark.
- Querida esposa (1949) [10] como Ruth Seacroft.
- A menina mesquinha (1950) como Prof. Victoria Braymore.
- A Senhora Diz Não (1951) como Dorinda Hatch.
- As chuvas de Ranchipur (1955) como Fern Simon.
- Rei do gado (1963) como Sharleen Travers.
- Tomahawk Vermelho (1967) como Dakota Lil McCoy.
- Buckskin (1968) como Nora Johnson.
- The Daring Dobermans (1973) como Claudia.
- Pony Express Rider (1976) como Charlotte.